# 1893 en Italie
Chronologie de l'Italie
- 1889
- 1890
- 1891
- 1892
- 1893
- 1894
- 1895
- 1896
- 1897

## Événements

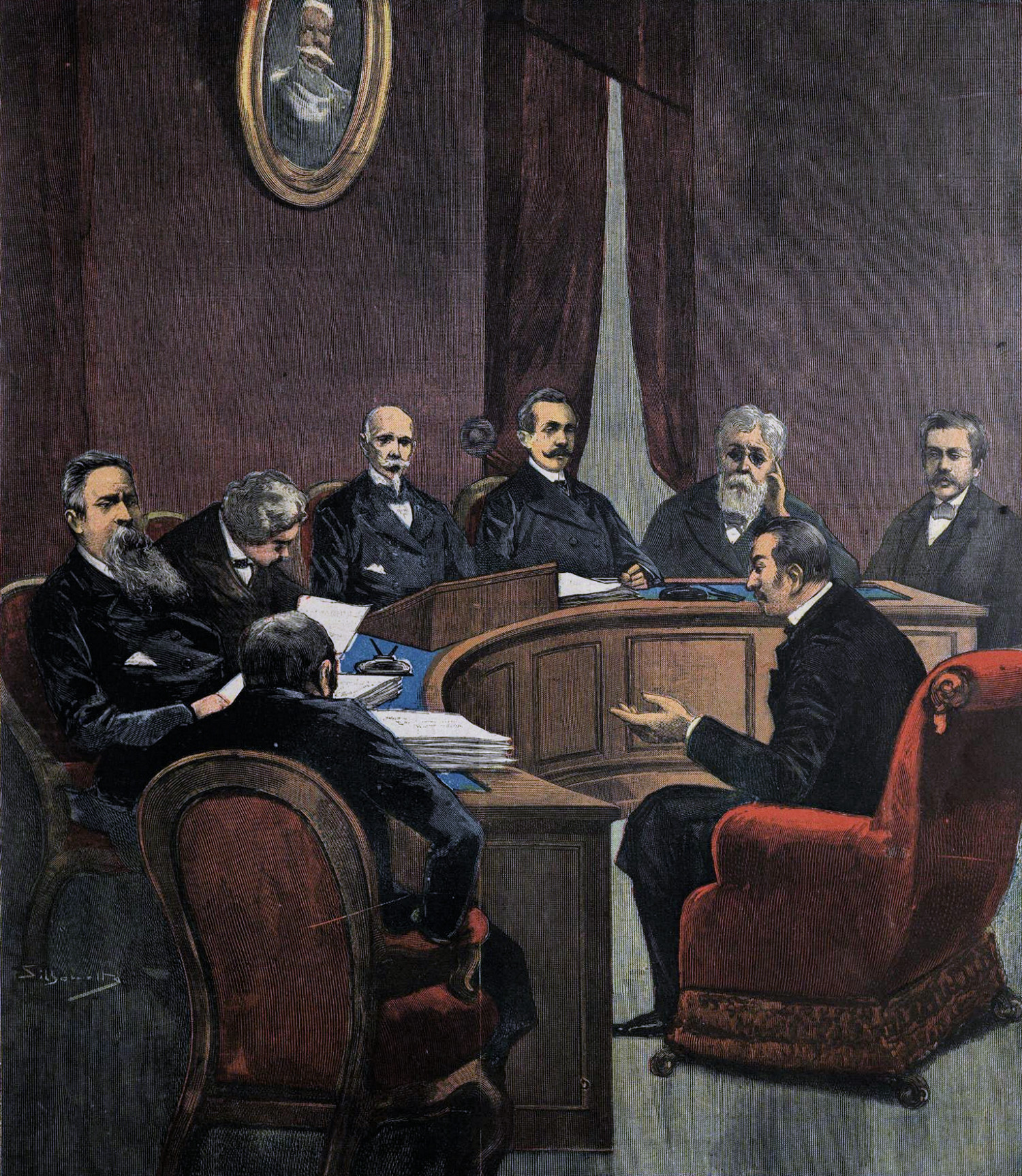
Giolitti face à la commission d'enquête sur le scandale de la Banca Romana.

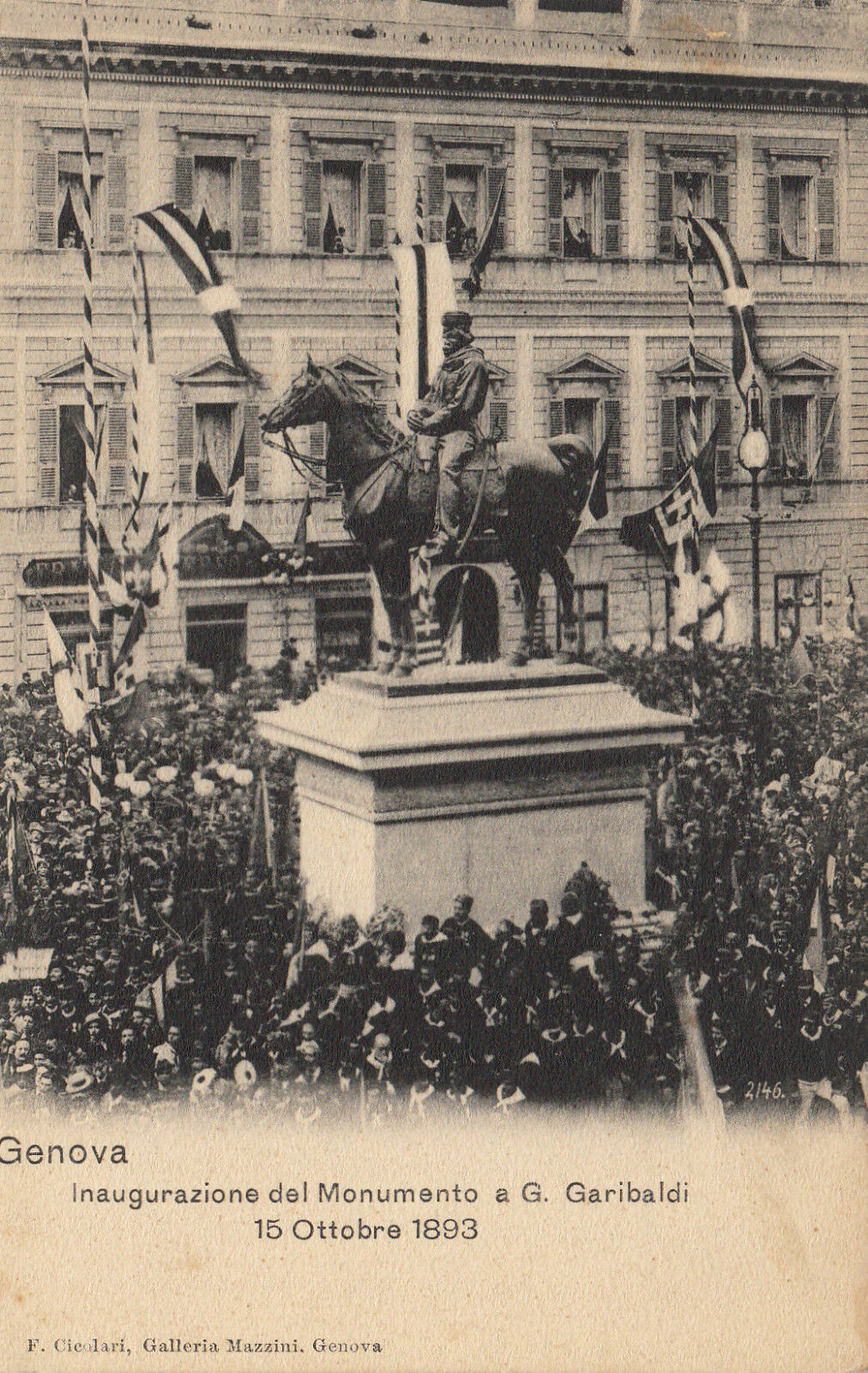
Inauguration du Monument à Garibaldi à Gênes le 13 octobre 1893.

- 1er février : le maire de Palerme (1873-1876), Emanuele Notarbartolo, est assassiné par la mafia sicilienne sur ordre du député Palizolo[1].
- 21-22 mai : congrès des faisceaux siciliens à Palerme. Il se regroupent en une Fédération socialiste sicilienne qui compte 50 000 membres[2],[3].
- 10 août : création de la Banque d'Italie[4].
- 16-17 août : de graves incidents éclatent dans les salines d’Aigues-Mortes en France entre ouvriers italiens et français. De 20 à 50 Italiens sont tués, de 50 à 150 blessés. L’incident déclenche de violentes manifestations antifrançaises à Rome et à Naples[5].
- 9 décembre : révolte à Partinico en Sicile où la foule attaque la mairie pour bruler les registres. Le mouvement des Fasci, apparu au printemps, incite les masses à se battre pour réclamer plus de justice sociale (1893-1895). Il se répand à Monreale, puis Palerme, Agrigente, Trapani et Caltanissetta[6]. Pendant les derniers mois de son gouvernement, Giolitti, persuadé de la nécessité d’une politique sociale plus souple, s’est abstenu de toute mesure répressive[7].
- 15 décembre : démission du président du Conseil italien, Giovanni Giolitti, impliqué dans le scandale de la Banca Romana et en partie responsable de la grave crise économique qui touche le pays, après vingt mois de pouvoir. Francesco Crispi revient au pouvoir[8].
- 21 décembre : les Italiens d’Érythrée repoussent une attaque des Mahdistes à Agordat[9].

## Culture

### Opéras créés en 1893
- 1er février : Manon Lescaut, opéra de Giacomo Puccini, créé au Teatro Regio de Turin.
- 9 février : Falstaff, opéra de Giuseppe Verdi, créé à la Scala de Milan.
- 20 mai : Cornill Schut, opéra d'Antonio Smareglia, créé à Prague, dans une traduction en tchèque.
- 9 novembre : I Medici, opéra de Ruggero Leoncavallo, créé au Teatro Dal Verme à Milan.

## Naissances en 1893
- 7 janvier : Arturo Bragaglia, acteur. († 21 janvier 1962)
- 27 juillet : Ugo Agostoni, coureur cycliste. († 26 septembre 1941)
- 14 novembre : Carlo Emilio Gadda, écrivain. († 21 mai 1973)

## Décès en 1893
- 3 avril : Achille Apolloni, 69 ans, cardinal, créé par le pape Léon XIII. (° 13 mai 1823)
- 11 avril : Enrico Narducci, 60 ans, bibliothécaire et bibliographe. (° 12 novembre 1832)
- 3 juin : Andrea Vinai, 68 ans, peintre, connu principalement pour ses sujets religieux. († 1824)
- 5 juillet : Antonio Superchi, 77 ans, chanteur d'opéra (baryton). (° 11 janvier 1816)
- 7 août : Alfredo Catalani, 39 ans, compositeur de la seconde moitié du XIXe siècle. (° 19 juin 1854)
- 16 octobre : Carlo Pedrotti, 75 ans, compositeur et chef d'orchestre de la période romantique. (° 12 novembre 1817)
- 2 novembre : Carlo Laurenzi, évêque d'Amato, cardinal créé in pectore par le pape Léon XIII, préfet de la Congrégation des rites en 1884 et camerlingue du Sacré Collège en 1889. (° 12 janvier 1821)